# Kang Ki-young
Dans ce nom coréen, le nom de famille, Kang, précède le nom personnel.
Kang Ki-young, né le 14 octobre 1983, est un acteur sud-coréen. Il est connu pour ses rôles secondaires dans divers drames coréens populaires.

## Filmographie

### Film
| Année | Titre                | Fonction                         | Ref.  |
| ----- | -------------------- | -------------------------------- | ----- |
| 2017  | Toi papa, moi fille  | Joo Jang-won                     | [ 1 ] |
| 2017  | The Mayor            | Réparateur de téléphone portable |       |
| 2018  | Le puzzle            | Choi Yong-goo                    |       |
| 2018  | On Your Wedding Day  | Ok Geun-nam                      |       |
| 2019  | Exit                 | Manager Goo                      |       |
| 2019  | Romance folle        | Byung - Chul                     |       |
| 2021  | The Book of Fish     | Lee Kang-hwe                     | [ 2 ] |
| 2023  | Les hommes de pointe | Qasim / Lee Bong-han             | [ 3 ] |
| TBA   | Notre saison         | Guide                            | [ 4 ] |

### Séries télévisées
| Année | Titre                                               | Fonction                                | Notes           | Ref.   |
| ----- | --------------------------------------------------- | --------------------------------------- | --------------- | ------ |
| 2012  | Le Docteur du Roi                                   | Médecin du cheval                       | (ep) 11-12, 26) |        |
| 2014  | Le roi de l'intelligence du lycée                   | Jo Duk-hwan                             |                 |        |
| 2014  | Les trois mousquetaires                             | Ba-rang                                 |                 |        |
| 2014  | Rétablissement                                      | Chef de section                         |                 |        |
| 2014  | Fréquence de l'amour 37.2                           |                                         |                 |        |
| 2015  | Briller ou devenir fou                              | Wang Poong                              |                 |        |
| 2015  | Oh My Ghostess                                      | Heo Min-soo                             |                 |        |
| 2015  | Six dragons volant                                  | Lee Glass-won's valet                   |                 |        |
| 2016  | Puck!                                               | As player of university ice hockey team |                 |        |
| 2016  | Revenez Monsieur                                    | Jegal Gil                               |                 |        |
| 2016  | Let's Fight Ghost                                   | Choi Chun-sang                          |                 | [ 5 ]  |
| 2016  | W                                                   | Kang Suk-bum                            |                 | [ 6 ]  |
| 2016  | Weightlifting Fairy Kim Bok-joo                     | Kim Dae                                 |                 | [ 7 ]  |
| 2017  | Trois couleurs fantastiques – Romance pleine de vie | Jo Ji-sub                               |                 |        |
| 2017  | Trois couleurs fantastiques – Reine de l'anneau     | Directeur de mode                       | (ep.5)          |        |
| 2017  | Tunnel                                              | Song Min-ha                             |                 |        |
| 2017  | Reine pendant sept jours                            | Jo Kwang-oh                             |                 |        |
| 2017  | While You Were Sleeping                             | Kang                                    | (ep.9-13)       |        |
| 2017  | I'm Not a Robot                                     | Hwang Yoo-chul                          |                 | [ 8 ]  |
| 2018  | What's Wrong with Secretary Kim                     | Park Yoo-sik                            |                 | [ 9 ]  |
| 2018  | Épouse familiaire                                   | Park Yoo-sik                            | (ep 13)         | [ 10 ] |
| 2018  | My Secret Terrius                                   | Kim Sang-ryeol                          |                 | [ 11 ] |
| 2019  | At Eighteen                                         | Oh Han-kyéol                            |                 | [ 12 ] |
| 2022  | Extraordinary Attorney Woo                          | Jung Myeong-seok                        |                 | ,      |

### Spectacle de variétés
| Year      | Title                          | Role              | Ref.   |
| --------- | ------------------------------ | ----------------- | ------ |
| 2018–2019 | La survie du village, les huit | Membre du casting | [ 15 ] |
| 2020      | RUN                            | Membre du casting | [ 16 ] |
| 2021      | Petkage                        | Hôte              | ,      |

## Prix et nominations
| Cérémonie de remise des prix                                             | Année | Catégorie                                      | Nomination / Travail                                        | Résultat  | Ref.   |
| ------------------------------------------------------------------------ | ----- | ---------------------------------------------- | ----------------------------------------------------------- | --------- | ------ |
| Blue Dragon Film Awards                                                  | 2019  | Meilleur acteur de soutien                     | Romance folle                                               | Nommé     |        |
| Buil Film Awards                                                         | 2019  | Meilleur acteur de soutien                     | Exit                                                        | Nommé     | [ 19 ] |
| Chunsa Film Art Awards                                                   | 2020  | Meilleur acteur de soutien                     | Romance folle                                               | Vainqueur |        |
| Grand Bell Awards                                                        | 2020  | Meilleur acteur de soutien                     | Romance folle                                               | Nommé     |        |
| Prix Meilleur Star de Corée (Association coréenne des acteurs du cinéma) | 2019  | Meilleur acteur de soutien                     | Exit                                                        | Vainqueur |        |
| Prix Korea Drama                                                         | 2019  | Prix d'excellence, acteur                      | At Eighteen                                                 | Vainqueur | [ 20 ] |
| Prix MBC Drama                                                           | 2018  | Meilleur acteur de soutien dans un drame jeudi | My Secret Terrius                                           | Vainqueur | [ 21 ] |
| Prix MBC Drama                                                           | 2018  | Prix Bromance                                  | Kang Ki-young avec So Ji-sub et Son Ho-junMy Secret Terrius | Vainqueur | [ 21 ] |
| Soompi Awards                                                            | 2019  | Meilleur acteur de soutien                     | What's Wrong with Secretary Kim                             | Vainqueur | [ 22 ] |